# Spilios Spiliotopoulos

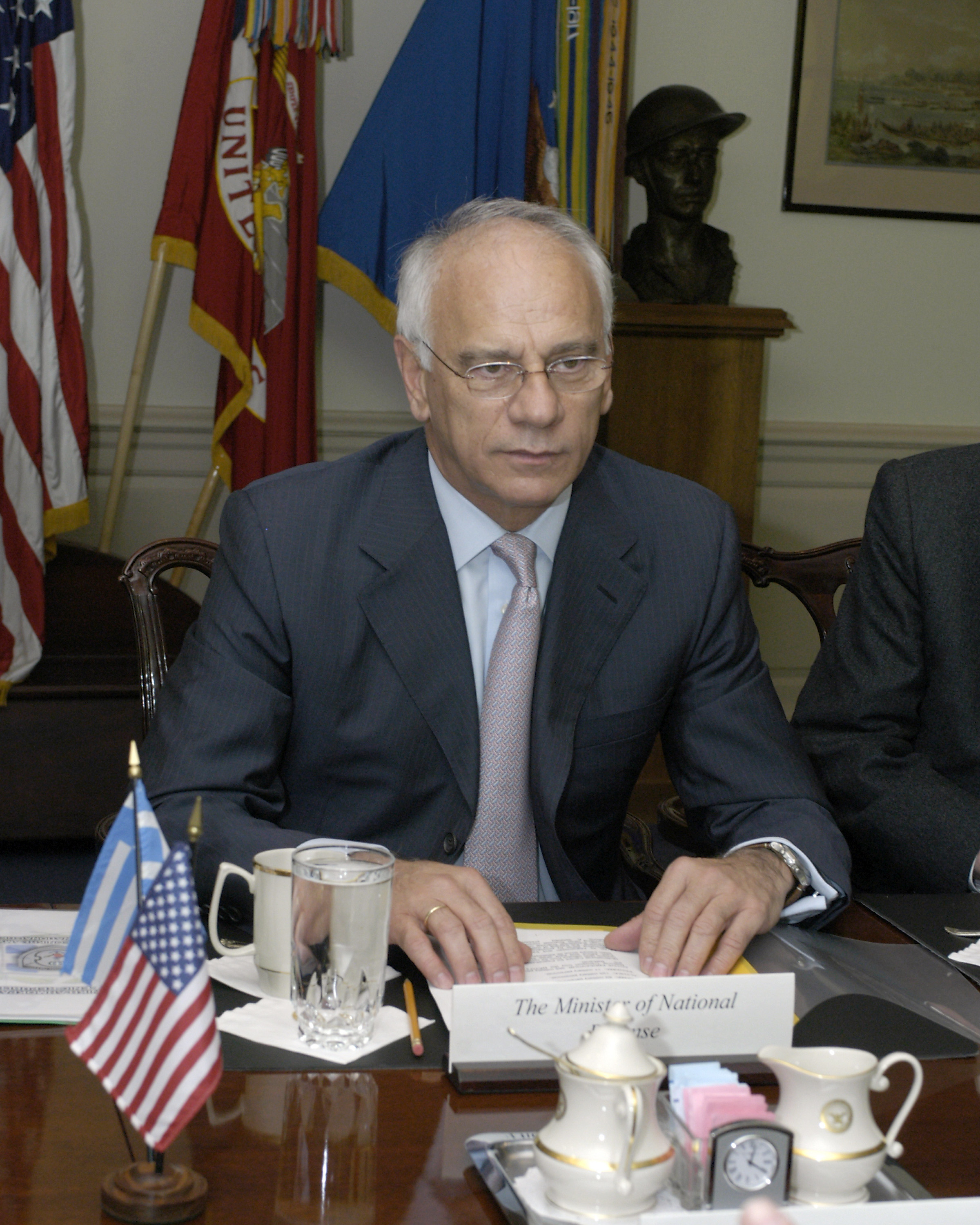
Spilios Spiliotopoulos.

Spilios Spiliotopoulos (em grego: Σπήλιος Σπηλιοτόπουλος, nascido em 31 de outubro de 1941) foi o ministro grego da Defesa Nacional a partir de maio de 2004 até fevereiro de 2006. Com uma graduação na Academia da Força Aérea Grega, Spiliotopoulos também detém graus em direito e filosofia. Ele é membro do partido Nova Democracia, e tem sido um membro do parlamento desde 1989. De 1992 a 1993, ele atuou como Vice-Ministro da Defesa Nacional. Em 7 de agosto de 2007, ele anunciou que ele não iria participar da eleição de 2007.

## Ligações Externas
- Website de sua Biografia no Parlamento da Grécia